# Jeux d'Asie du Sud-Est de 1959
Navigation
Édition suivante
La première édition des Jeux d'Asie du Sud-Est s'est tenue du 12 au 17 décembre 1959 à Bangkok en Thaïlande. Elle a réuni 800 personnes - participants et officiels inclus.

## Pays participants
La compétition a réuni des athlètes provenant de six pays. Parmi les six pays fondateurs de la Fédération des Jeux péninsulaires d'Asie du Sud-Est, la Birmanie, le Laos, la Malaisie, la Thaïlande et le Vietnam sont présents. En revanche, le Cambodge ne participe pas. Singapour qui est encore sous domination britannique prend également part à la compétition.
Tous les pays participants ont obtenu au moins une médaille. La Thaïlande, pays organisateur, termine largement en tête du tableau des médailles avec une moyenne de plus d'une médaille par épreuve.
| Rang | Nation                 | Or | Argent | Bronze | Total |
| ---- | ---------------------- | -- | ------ | ------ | ----- |
| 1    | Thaïlande              | 35 | 26     | 15     | 76    |
| 2    | Birmanie               | 11 | 15     | 14     | 40    |
| 3    | Malaisie               | 8  | 15     | 11     | 34    |
| 4    | Singapour              | 8  | 7      | 18     | 33    |
| 5    | République du Viêt Nam | 5  | 5      | 6      | 16    |
| 6    | Laos                   | 0  | 0      | 2      | 2     |

## Sports représentés
12 sports sont représentés dans 67 épreuves au total :
- Athlétisme
- Badminton
- Basket-ball
- Boxe
- Cyclisme
- Football
- Haltérophilie
- Natation
- Tennis
- Tennis de table
- Tir sportif
- Volley-ball

Parmi ces disciplines, en 1959 le badminton, le tennis de table et le volley-ball n'avaient pas encore fait leur apparition aux jeux olympiques. Quant au tennis, il n'était plus discipline olympique depuis 1924 (et ne le redeviendrait qu'en 1968).